# Cnestis macrophylla
Cnestis macrophylla är en tvåhjärtbladig växtart som beskrevs av Ernest Friedrich Gilg och Schellenb.. Cnestis macrophylla ingår i släktet Cnestis och familjen Connaraceae. Inga underarter finns listade i Catalogue of Life.